# Homosexualität in Estland

Geografische Lage von Estland

In Estland wird Homosexualität in zunehmendem Maße akzeptiert. Das Land gilt als liberaler als seine benachbarten baltischen Staaten Lettland und Litauen und beschloss im Oktober 2014 als erste der ehemaligen Sowjetrepubliken die Einführung der gleichgeschlechtlichen Partnerschaft und im Juni 2023 der gleichgeschlechtlichen Ehe.

## Legalität
Homosexualität wurde 1992 legalisiert. Sie ist hinsichtlich des Schutzalters der Heterosexualität gleichgestellt. Das Schutzalter wurde 2001 auf 14 Jahre angeglichen, 2022 auf einheitlich 16 Jahre erhöht. Die Erhöhung beschränkte sich auf Paare mit einem Altersunterschied von über fünf Jahren.

## Antidiskriminierungsgesetze
Seit 2004 besteht ein Antidiskriminierungsgesetz, das eine Diskriminierung aufgrund sexueller Orientierung in den Bereichen Beschäftigung, Bildung, Eigentum, Gesundheitswesen sowie Zugang zu Waren und Dienstleistungen verbietet. Das Gesetz erging als Umsetzung der Antidiskriminierungsvorschriften der Europäischen Union. Homosexuelle können Militärdienst leisten.

## Anerkennung gleichgeschlechtlicher Partnerschaften
In Estland war weder eine gleichgeschlechtliche Ehe noch eine eingetragene Partnerschaft gesetzlich zugelassen. Im Parlament wurde seit Juli 2008 ein Gesetzesentwurf zur Zulassung einer eingetragenen Partnerschaft in Estland diskutiert. Seit 2012 wurde vom estnischen Justizministerium ein Gesetzentwurf zur Zulassung eines Lebenspartnerschaftsinstitutes erarbeitet. Eine Abstimmung über die Einführung eingetragener Partnerschaften für gleichgeschlechtliche Paare wurde planmäßig am 9. Oktober 2014 durchgeführt. Das geplante Gesetz wurde mit einer knappen Mehrheit von 40 Stimmen angenommen. 38 Abgeordnete stimmten gegen den Entwurf, 10 enthielten sich, 13 waren nicht anwesend. Das Gesetz gibt gleichgeschlechtlichen Paaren fast alle Rechte wie verheirateten Paaren außer die Möglichkeit der Ehe, der Leihmutterschaft und des vollen Adoptionsrechts. Das Gesetz wurde am gleichen Tag vom Präsidenten Toomas Hendrik Ilves unterzeichnet. Das Gesetz trat am 1. Januar 2016 in Kraft.

## Anerkennung gleichgeschlechtlicher Ehen
Das Einkammernparlament Estlands hat am 20. Juni 2023 für die Öffnung der Ehe für gleichgeschlechtliche Paare gestimmt. Das beschlossene Gesetz tritt zum 1. Januar 2024 in Kraft und erlaubt gleichgeschlechtlichen Paaren auch erstmals die Möglichkeit zur gemeinschaftlichen Adoption oder die Möglichkeit zur Stiefkindadoption.

## Gesellschaftliche Situation
Eine homosexuelle Community findet sich aufgrund der geringen Bevölkerungsdichte bisher nur in der Hauptstadt Tallinn. Seit 2004 findet dort in unregelmäßiger Folge ein Christopher Street Day statt, bei dem es 2006 zu Gewaltdelikten durch Rechtsradikale kam. Eine Umfrage im Jahre 2012 ergab, dass 34 Prozent der Esten die gleichgeschlechtliche Ehe und 46 Prozent die eingetragene Partnerschaft für gleichgeschlechtliche Paare befürworten. Einer neuen Umfrage, die im Oktober 2014 durchgeführt wurde, zufolge stimmen 49 Prozent der Esten für eingetragene Partnerschaften für gleichgeschlechtliche Paare und 51 Prozent lehnen diese ab. Die Umfrage ergab eine ethnische Kluft: Während 54 Prozent der ethnischen Esten die eingetragene Partnerschaft für gleichgeschlechtliche Paare befürworten, tun das nur 38 Prozent der russischen Esten.